# Periquito-elegante
O periquito-elegante (Neophema elegans) é uma espécie de periquito da família Psittacidae.
É endémico da Austrália.